# Mecyclothorax bembidioides
Mecyclothorax bembidioides är en skalbaggsart som först beskrevs av Blackburn 1879.  Mecyclothorax bembidioides ingår i släktet Mecyclothorax och familjen jordlöpare. Inga underarter finns listade i Catalogue of Life.